# Final de la Copa Mundial de Clubes de la FIFA 2008
La final de la Copa Mundial de Clubes 2008 se disputó el 21 de diciembre de 2008, en el Estadio Internacional de Yokohama, Japón. Los dos ganadores de los partidos de semifinales, se enfrentaron en un único partido que coronó al nuevo campeón del mundo. El equipo inglés venció a su rival por un tanto, a pesar de contar casi todo el segundo tiempo con un jugador menos. Fue la segunda vez que un equipo de aquel continente se consagró en esta competencia.
| Ecuador                        | vs. | Inglaterra          |
| Liga Deportiva Universitaria 0 | vs. | Manchester United 1 |
| ------------------------------ | --- | ------------------- |

## Antecedentes

### Liga Deportiva Universitaria de Quito
Liga clasificó al torneo como ganador de la Copa Libertadores 2008, tras derrotar en el mismísimo Maracanã por penales a Fluminense en la final. Ésta fue la primera vez que un club ecuatoriano compitió en este certamen. Llegó a la final del torneo después de derrotar en semifinales al club mexicano Pachuca.

### Manchester United Football Club
Manchester United clasificó al torneo como campeón de la Liga de Campeones de la UEFA 2007-08, también tras derrotar en la final por penales a Chelsea en el Estadio Olímpico Luzhnikí. Como antecedente previo el club inglés disputó en dos oportunidades la Copa Intercontinental, única predecesora oficial de la Copa Mundial de Clubes de la FIFA, con una victoria en (1999) y una derrota en (1968). Llegó a la final del torneo después de derrotar al club japonés Gamba Osaka en las semifinales.

## Ficha del partido
| 1          | Guardameta     | José Francisco Cevallos |     |
| 23         | Defensa        | Jairo Campos            |     |
| 3          | Defensa        | Renán Calle             | 77' |
| 2          | Defensa        | Norberto Araujo         |     |
| 14         | Defensa        | Diego Calderón          |     |
| 13         | Centrocampista | Néicer Reasco           | 82' |
| 15         | Centrocampista | William Araujo          |     |
| 8          | Centrocampista | Patricio Urrutia        |     |
| 7          | Centrocampista | Luis Bolaños            | 87' |
| 16         | Delantero      | Claudio Bieler          |     |
| 21         | Delantero      | Damián Manso            |     |
| Entrenador | Entrenador     | Edgardo Bauza           |     |

| 1          | Guardameta     | Edwin van der Sar |     |
| 21         | Defensa        | Rafael da Silva   | 85' |
| 5          | Defensa        | Rio Ferdinand     |     |
| 15         | Defensa        | Nemanja Vidić     |     |
| 3          | Defensa        | Patrice Evra      |     |
| 13         | Centrocampista | Park Ji-sung      |     |
| 16         | Centrocampista | Michael Carrick   |     |
| 8          | Centrocampista | Anderson          | 88' |
| 7          | Centrocampista | Cristiano Ronaldo |     |
| 32         | Delantero      | Carlos Tévez      | 51' |
| 10         | Delantero      | Wayne Rooney      |     |
| Entrenador | Entrenador     | Alex Ferguson     |     |

| 4  | Defensa        | Paúl Ambrosi   | 77' |
| 20 | Centrocampista | Pedro Larrea   | 82' |
| 19 | Delantero      | Reinaldo Navia | 87' |

| 23 | Defensa        | Jonny Evans     | 51' |
| 2  | Defensa        | Gary Neville    | 85' |
| 24 | Centrocampista | Darren Fletcher | 88' |

| Anotado | 73' | Wayne Rooney | 0–1 |

| Amonestado | 2'  | Claudio Bieler          |
| Amonestado | 36' | Jairo Campos            |
| Amonestado | 44' | José Francisco Cevallos |
| Amonestado | 66' | Renán Calle             |
| Amonestado | 71' | William Araujo          |

| Amonestado | 70' | Anderson |

| Expulsado | 49' | Nemanja Vidić |

| Árbitro             | Ravshan Irmatov        |
| Árbitros asistentes | Abdukhamidullo Rasulov |
| Árbitros asistentes | Bahadyr Kochkorov      |
| Cuarto árbitro      | Yūichi Nishimura       |

| 1          | Guardameta     | José Francisco Cevallos |     |
| 23         | Defensa        | Jairo Campos            |     |
| 3          | Defensa        | Renán Calle             | 77' |
| 2          | Defensa        | Norberto Araujo         |     |
| 14         | Defensa        | Diego Calderón          |     |
| 13         | Centrocampista | Néicer Reasco           | 82' |
| 15         | Centrocampista | William Araujo          |     |
| 8          | Centrocampista | Patricio Urrutia        |     |
| 7          | Centrocampista | Luis Bolaños            | 87' |
| 16         | Delantero      | Claudio Bieler          |     |
| 21         | Delantero      | Damián Manso            |     |
| Entrenador | Entrenador     | Edgardo Bauza           |     |

| 1          | Guardameta     | Edwin van der Sar |     |
| 21         | Defensa        | Rafael da Silva   | 85' |
| 5          | Defensa        | Rio Ferdinand     |     |
| 15         | Defensa        | Nemanja Vidić     |     |
| 3          | Defensa        | Patrice Evra      |     |
| 13         | Centrocampista | Park Ji-sung      |     |
| 16         | Centrocampista | Michael Carrick   |     |
| 8          | Centrocampista | Anderson          | 88' |
| 7          | Centrocampista | Cristiano Ronaldo |     |
| 32         | Delantero      | Carlos Tévez      | 51' |
| 10         | Delantero      | Wayne Rooney      |     |
| Entrenador | Entrenador     | Alex Ferguson     |     |

| 4  | Defensa        | Paúl Ambrosi   | 77' |
| 20 | Centrocampista | Pedro Larrea   | 82' |
| 19 | Delantero      | Reinaldo Navia | 87' |

| 23 | Defensa        | Jonny Evans     | 51' |
| 2  | Defensa        | Gary Neville    | 85' |
| 24 | Centrocampista | Darren Fletcher | 88' |

| Anotado | 73' | Wayne Rooney | 0–1 |

| Amonestado | 2'  | Claudio Bieler          |
| Amonestado | 36' | Jairo Campos            |
| Amonestado | 44' | José Francisco Cevallos |
| Amonestado | 66' | Renán Calle             |
| Amonestado | 71' | William Araujo          |

| Amonestado | 70' | Anderson |

| Expulsado | 49' | Nemanja Vidić |

| Árbitro             | Ravshan Irmatov        |
| Árbitros asistentes | Abdukhamidullo Rasulov |
| Árbitros asistentes | Bahadyr Kochkorov      |
| Cuarto árbitro      | Yūichi Nishimura       |

| \| Estadísticas \| \| \| \| Tiros \| 10 \| 16 \| \| Tiros al arco \| 3 \| 9 \| \| Faltas \| 26 \| 17 \| \| Tiros de esquina \| 5 \| 3 \| \| Tiros libres \| 0 \| 1 \| \| Penales \| 0 \| 0 \| \| Fueras de juego \| 3 \| 1 \| \| Posesión del balón \| 45% \| 55% \| | Alineación inicial |                       |
| Estadísticas | Bandera de Ecuador | Bandera de Inglaterra |
| Tiros | 10                 | 16                    |
| Tiros al arco | 3                  | 9                     |
| Faltas | 26                 | 17                    |
| Tiros de esquina | 5                  | 3                     |
| Tiros libres | 0                  | 1                     |
| Penales | 0                  | 0                     |
| Fueras de juego | 3                  | 1                     |
| Posesión del balón | 45%                | 55%                   |

|                                                                      |
| Bandera de Inglaterra                                                |
| Campeón Manchester United                                            |
| 1.er título 2.º título mundial considerando la Copa Intercontinental |

## Comentarios después del Partido
Estoy contentísimo. Ser campeones del mundo es una sensación fantástica. Después de quedarnos con diez hombres el partido se puso difícil, así que estoy muy alegre por la victoria. Es un gran logro para mí y para todo el club. Vine al Manchester para ganar títulos, de modo que ganar la Premier League, la Liga de Campeones y ser ahora campeones del mundo en el mismo año es absolutamente fantástico. Es algo de lo que estamos muy orgullosos.
Wayne Rooney.

Ganar la Liga de Campeones, la liga inglesa y ahora la Copa Mundial de Clubes de la FIFA es algo muy especial. Supera incluso todos los sueños y las fantasías que tuve cuando era niño. Ahora queremos seguir ganando. Cuando era un crío, me encantaba ganar cosas en el colegio y ahora sigo sintiendo el mismo placer. Estoy haciendo realidad mis sueños con el Manchester United y con la selección de Inglaterra.
Rio Ferdinand.

Estoy apenado, inconforme, porque uno siempre aspira a más, siempre tiene ganas de ganar. Hoy jugamos ante un gran equipo, por momentos de igual a igual. Estuvimos cerca de empatar. Pero el fútbol es así y nos marcaron un gol que les valió para ganar el título.
José Francisco Cevallos.